# فيرا برادلي
فيرا برادلي هي اسم شركة تصميم حقيبة يد أمريكية، التي أسسها باربرا برادلي بيكغارد وباتريشيا ميلر في عام 1982.

## معرض صور

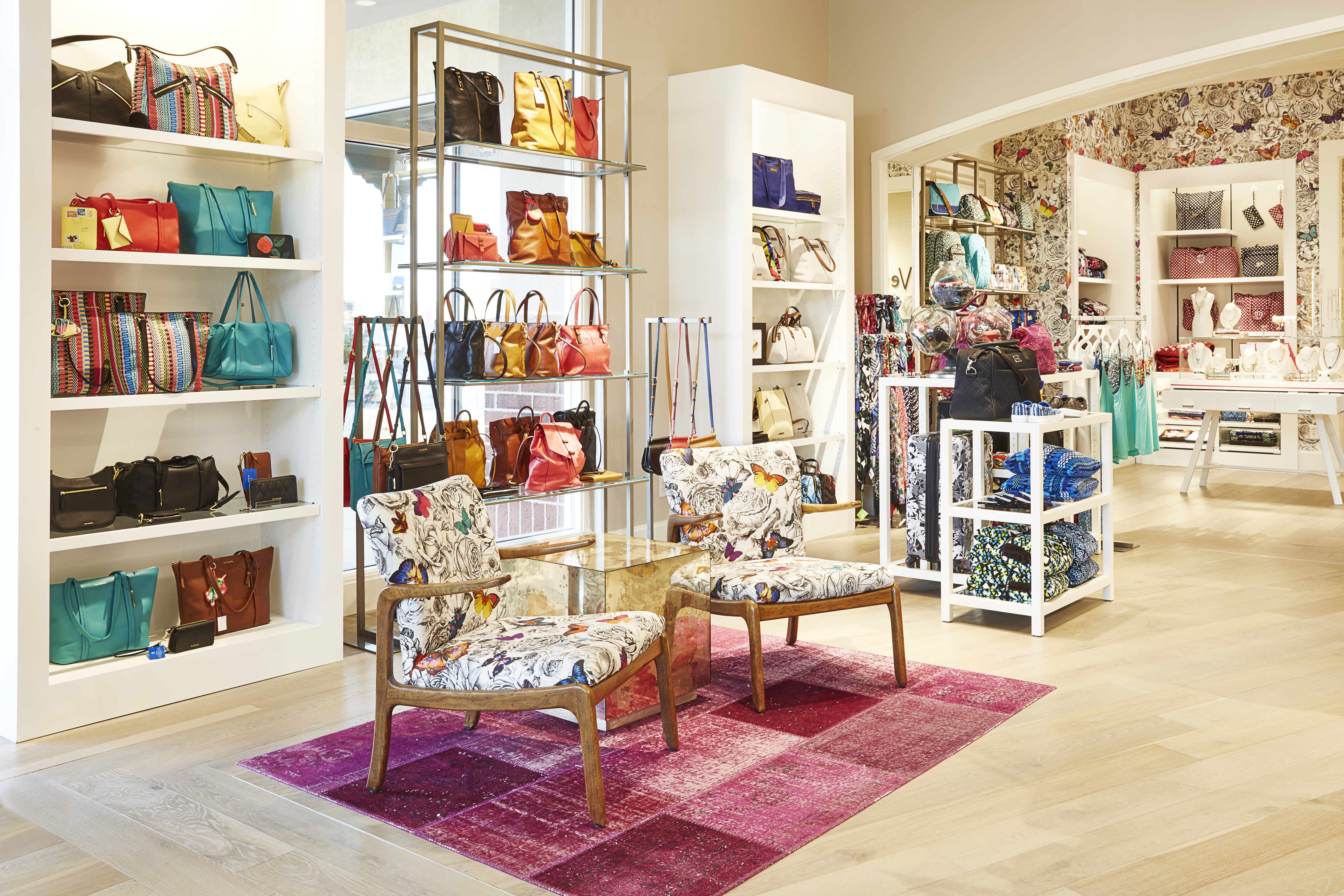
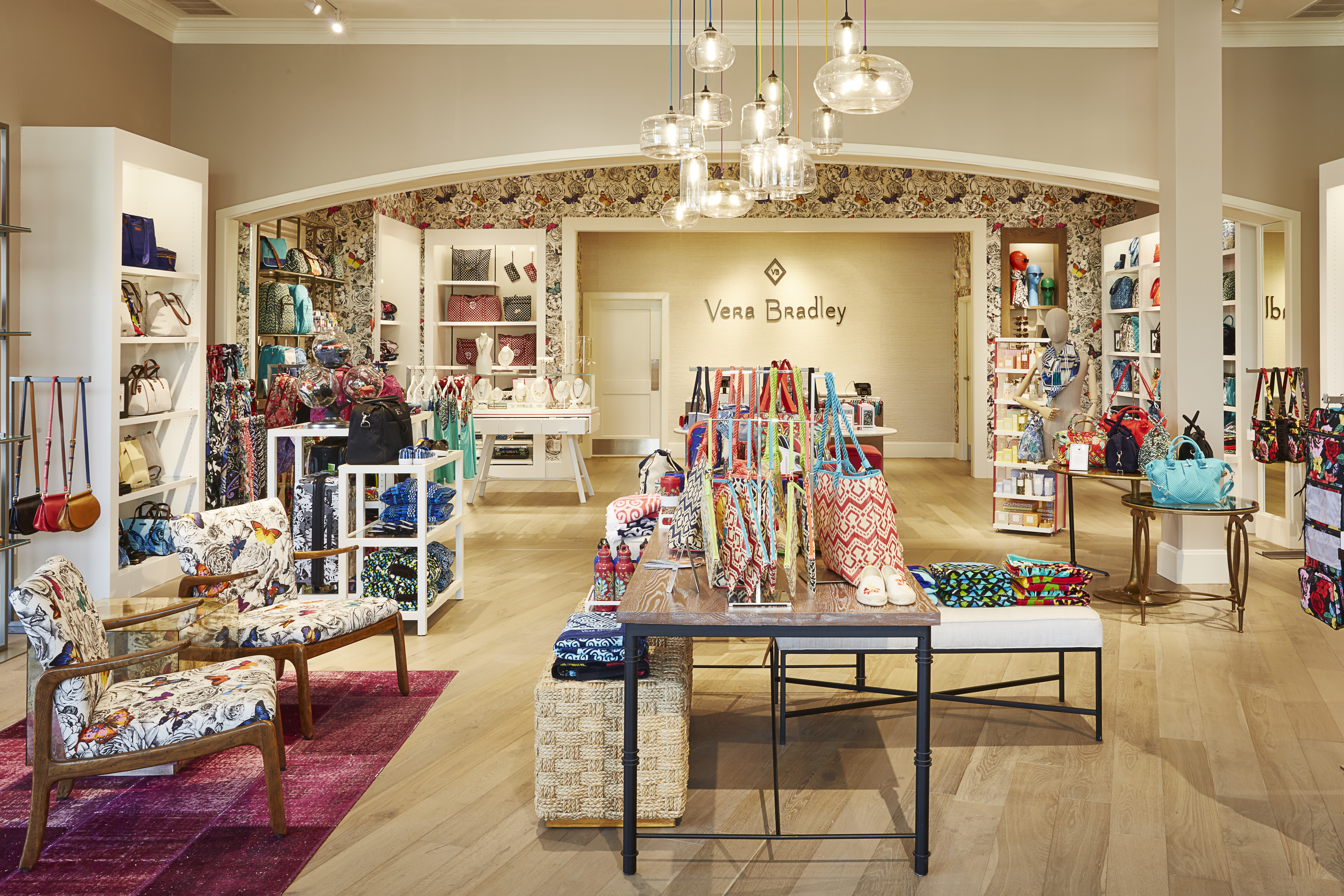
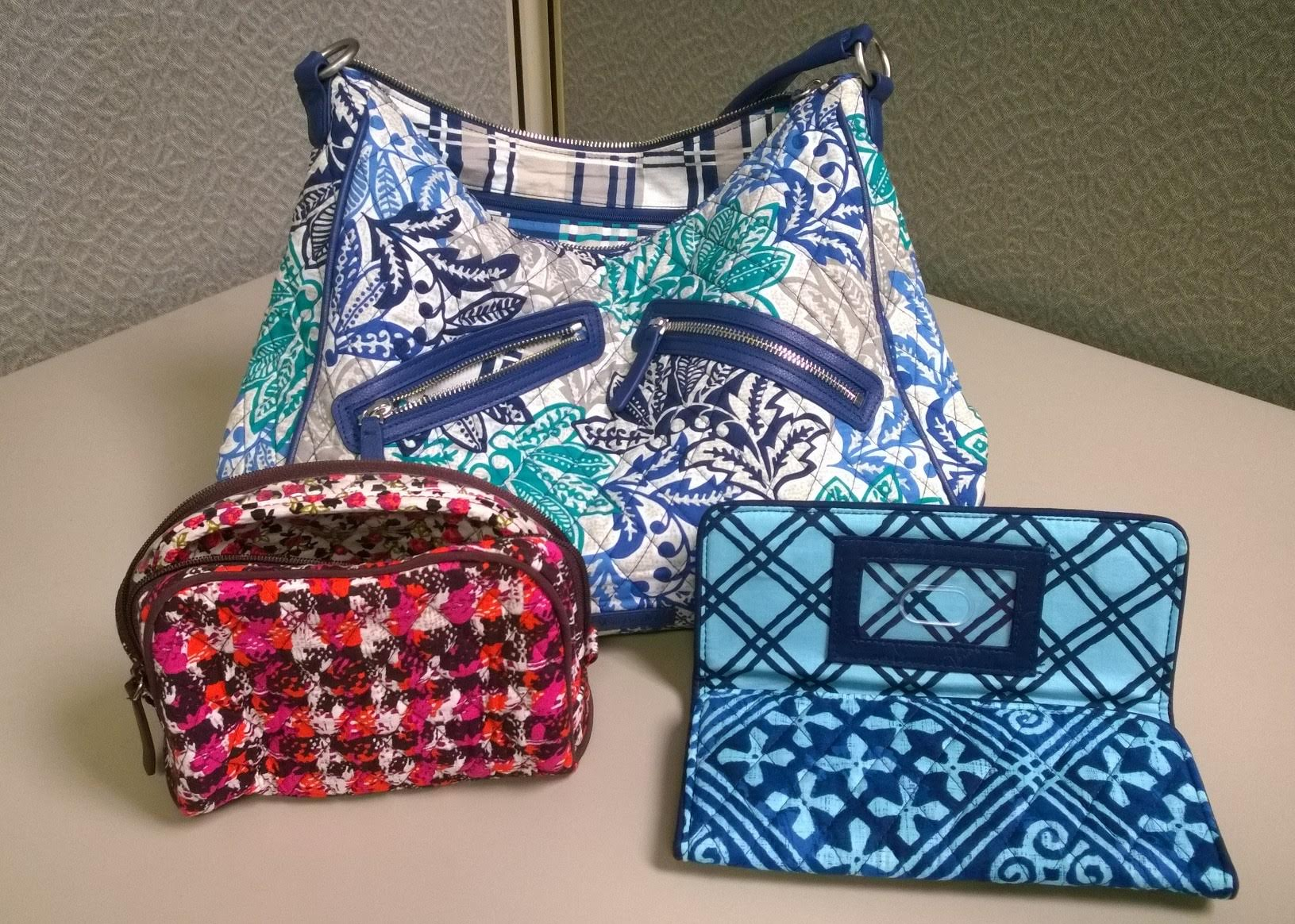
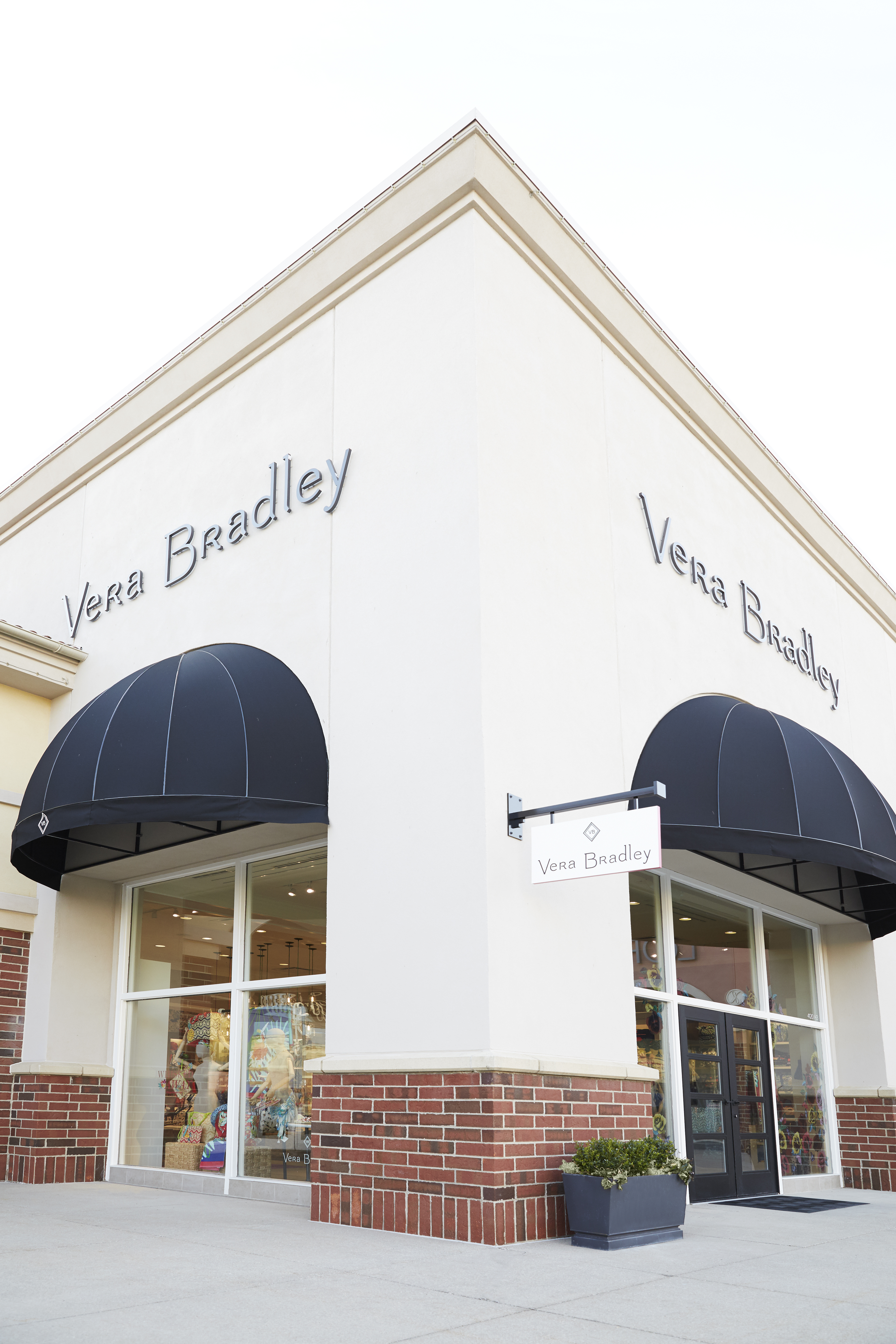

## روابط خارجية
- الموقع الرسمي
- مؤسسة فيرا برادلي لسرطان الثدي‌